# Muj wydafca
Muj wydafca – album zespołu Kult, wydany w 1994 roku. Oprócz autorskich utworów zawiera covery: „Pasażer” („Passenger” Iggy’ego Popa) oraz „Dziewczyna o perłowych włosach” („Gyöngyhajú lány” Omegi). Utwór „Oczy niebieskie” znajduje się na ścieżce dźwiękowej do filmu pod tym samym tytułem, jednak we wcześniejszej wersji. Album był promowany przez klipy: „Oczy niebieskie”, „Gaz na ulicach” oraz „Krutkie kazanie na temat jazdy na maxa”. W 2009 roku ukazała się limitowana edycja albumu na podwójnym, 180g winylu z nowym masteringiem.

## Lista utworów
1. „Ręce do góry” (K. Staszewski / Kult) – 3:21
2. „Lewe lewe loff” (K. Staszewski / Kult) – 3:52
3. „Keszitsen kepet onmagarol” (węg. „Proszę zrobić sobie zdjęcie samemu”)[4] (K. Staszewski / Kult) – 4:00
4. „Onyx” (K. Staszewski / Kult) – 4:48
5. „Gaz na ulicach” (K. Staszewski / Kult) – 2:20
6. „Oczy niebieskie” (K. Staszewski / Kult) – 1:35
7. „Pasażer” (R. Gardiner / I. Pop) – 5:35
8. „Historia pewnej miłości” (K. Staszewski / Kult) – 5:36
9. „Mój wydawca” (K. Staszewski / Kult) – 3:56
10. „Kulcikriu” (K. Staszewski) – 3:15
11. „Bliskie spotkanie 3. stopnia” (K. Staszewski / Kult) – 4:12
12. „Krutkie kazanie na temat jazdy na maxa” (K. Staszewski / Kult) – 3:25
13. „Na zachód!” (K. Staszewski / Kult) – 4:33
14. „Dziewczyna o perłowych włosach” (A. Adamis / G. Presser) – 4:30
15. „Psalm 151” (K. Staszewski / Kult) – 5:46
16. „Piosenka młodych wioślarzy” (K. Staszewski / Kult) – 4:47
17. „Setka wódki” (K. Staszewski / Kult) – 5:11[5]

## Wykonawcy
- Kazik Staszewski – syntezator, śpiew
- Janusz Grudziński – fortepian, syntezator
- Ireneusz Wereński – gitara basowa
- Krzysztof Banasik – gitara elektryczna, waltornia
- Piotr Morawiec – gitara elektryczna, banjo
- Andrzej Szymańczak – perkusja